# (37154) 2000 VZ58
2000 في زد 58 (ويعرف أيضًا باسم (37154) 2000 في زد 58 وفق تسمية الكوكب الصغير) (بالإنجليزية: 2000 VZ58)‏ هو كويكب ضمن حزام الكويكبات؛ وترتيبه 37154 من حيث الاكتشاف.
اكتُشف هذا الجُرم الفلكي بواسطة William Kwong Yu Yeung ‏ في 8 نوفمبر 2000.

## وصلات خارجية
- (37154) 2000 VZ58 في قاعدة بيانات مختبر الدفع النفاث لأجرام النظام الشمسي الصغيرة

- الاكتشاف · مخطط المدار ·  العناصر المدارية · المعلمات المادية

- (37154) 2000 VZ58 على موقع ويكي سكاي: DSS2, SDSS, GALEX, IRAS, Hydrogen α, X-Ray, Astrophoto, Sky Map, Articles and images